# Das Ende vom Anfang (1981)
Das Ende vom Anfang ist ein Kinofilm aus dem Jahr 1981 von Christian Görlitz über die Heimerziehung in den Einrichtungen der Diakonie Freistatt und die Zwangsarbeit im Moor in Freistatt nach dem autobiografischen Roman Treibjagd von Michael Holzner.

## Inhalt
Der 14-jährige Benjamin Holberg ist wieder einmal aus einem Erziehungsheim geflohen. Aber auch dieses Mal findet man ihn und schiebt ihn in ein anderes Heim ab. Die dort untergebrachten Jungen setzen „den Neuen“ sogleich unter Druck und weisen ihm Aufgaben zu wie Toiletten putzen und dergleichen. Ihrer Aufforderung helfen sie nach, indem sie körperliche Gewalt gegen Ben anwenden. Als Ben sich mit einem anderen Jungen namens Manfred unterhält und ihm erzählt, dass er erneut abhauen möchte, meint dieser, dass er der Polizei auf Dauer nicht entkommen könne, da diese eine regelrechte Treibjagd auf ihn veranstalten würde. Das hält die beiden Jungen aber nicht davon ab, erneut eine Flucht aus dem Heim zu wagen, die jedoch scheitert und mit einer Bestrafung endet. Die Jungen werden zur Arbeit im sogenannten „Fuchsbau“ verdonnert, wo Ben Benno kennenlernt. Heimleiter Wälzer ordnet die Jungen zu Arbeitseinsätzen wie Kohlenschleppen oder auf dem Bauernhof helfen ab. Zwischen den Jugendlichen kommt es zudem immer wieder zu Prügeleien, die nicht immer glimpflich abgehen, das betrifft auch Raufereien mit Jungen, die nicht dem Heim angehören. 
Als Ben bei einem Arbeitseinsatz in einem Mädchenheim Andrea kennenlernt, ist er sehr angetan von ihrer freundlichen Art. Sie verabreden sich zu einem Ausflug am Badesee. Andrea erzählt ihm ihre traurige Geschichte. Zum Abschied umarmen sie sich. Einige Zeit später ruft Wälzer Ben zu sich und teilt ihm mit, dass er in ein paar Tagen entlassen werden würde, da seine Mutter eine Lehrstelle als Schlosser für ihn gefunden habe. Bens Gefühle auf diese Mitteilung sind zwiespältig. Als die Jungen ihrem Meister einen Streich spielen, macht dieser allein Ben dafür verantwortlich und zeigt sein wahres Gesicht, indem er offenbart, was er von Jungen, die aus dem Heim kommen, wirklich hält. Ben setzt sich körperlich zur Wehr und knackt anschließend einen Automaten. Mit dem erbeuteten Geld kauft er sich eine Fahrkarte Richtung Bielefeld. Im Zug erklärt ihm der Schaffner, dass seine Karte nur bis Gütersloh gelte und er nachlösen müsse. Ben hat jedoch kein Geld und schubst den Beamten, um zu fliehen. Daraufhin landet er erneut im Heim, wo ihn Heimleiter Wälzer mit schweren Vorwürfen konfrontiert.
Als die Jungen erneut Aufgaben im Mädchenheim erledigen müssen, sieht Ben auch Andrea wieder und beide küssen sich zum ersten Mal. Bei einem erneuten Treffen erzählt Ben Andrea, dass er einfach aus dem Heim abhauen müsse, um eine Chance im Leben zu haben. Sie verspricht ihm daraufhin, auf ihn zu warten. Doch auch dieser Ausbruch ist nur von kurzer Dauer. Diesmal wird Ben ins Heim „Moorlager Freistatt im Wietingsmoor“ verlegt. Auch hier werden die Jungen gedrillt, abgestraft, gedemütigt und mit unnötigen Vorschriften schikaniert sowie als billige Arbeitskräfte, die Torf im Akkord stechen müssen, missbraucht. Ein erneuter Fluchtversuch Bens endet damit, dass er mit Zustimmung von Bruder Elias von den anderen Jungen des Heims fürchterlich zugerichtet wird. Nachdem Ben wieder einigermaßen hergestellt ist, flieht er bei einem Arbeitseinsatz im Moor abermals. Als er zu versinken droht, gelingt es ihm mit äußerster Willenskraft, sich aus der Gefahr zu befreien. Er schlägt sich zu Andrea durch. Zusammen mit ihr setzt er seine Flucht fort. Als Polizisten auf einem Parkplatz ihre Papiere sehen wollen, türmt Ben erneut. 
Jahre später, Ben ist inzwischen 28, wird er von dem Schuss getroffen, den ein Polizist bei seiner letzten Flucht in die Luft abgab. Davor lag die „Karriere eines hochkarätigen Kriminellen“, wie eine Zeitung später über ihn schrieb. „Erziehungsheime, Fluchtversuche, Jugendstrafanstalt, Ausbruch, schließlich Gefängnis, dann Entlassung, Einbrüche, Untersuchungshaft, Ausbruch, Zuchthaus, Entlassung auf Bewährung, diverse Jobs, Raubüberfälle, Festnahme, erneute Haft, zwei Ausbruchsversuche, zwei Selbstmordversuche.“ Außer dieser kriminellen Biografie hat Ben inzwischen einen erlernten Beruf und das Fachabitur. Zur Zeit studiert er Sozialpädagogik in Hamburg. Sein erster autobiografischer Roman liegt diesem Film zugrunde. 

## Produktion, Veröffentlichung
Der ursprünglich vorgesehene Titel für den Film war Bäumchen kann man (nicht) biegen. Gedreht wurde der Film von der Ottokar Runze Filmproduktion im Frühsommer 1981 in der Umgebung von Bremen im Auftrag des ZDF. Der Film erhielt Mittel von der Berliner Filmförderung.
Die Erstausstrahlung erfolgte am 30. Oktober 1981 im Kino und am 11. Januar 1984 im Fernsehen im Programm des ZDF.

## Kritik
Die Zeit schrieb, dass dem Zuschauer „jede Möglichkeit der eigenen Reflexion genommen“ werde, weil die „Gedanken des Jungen, aus dem Off gesprochen“ würden. „Der Phantasiemangel im Bild solle aufgehoben werden durch die Intensität der Sprache. Vorstellen [könne] man sich beim Ansehen der mit sozialpädagogisch-aufrüttelndem Impetus erzählten Karriere eines Heimjungen zum Kriminellen auf diese Weise ein Hörspiel. Und der metaphernträchtige Hinweis auf die jungen Bäume in einer Baumschule, die gestützt werden müssen, sollen sie wachsen, [lasse] gleich am Anfang dieses Films etwas Fernsehmäßiges vermissen: den Abschaltknopf.“
Der Spiegel bezeichnete den Erstlingsfilm von Christian Görlitz 1984 als „Anklage gegen die herkömmliche Fürsorgeerziehung“.
Das Lexikon des internationalen Films schrieb vom „Leben eines Heimzöglings, den unbändiger Freiheitswille immer wieder zu Fluchtversuchen dränge“ und dessen „kriminelle Karriere ihre Ursprünge in den Methoden der Erziehungsheime“ habe. Weiter hieß es: „Nach einem autobiographischen Roman, mit guten Darstellern besetzt. Ein parteilicher Film, der zum Nachdenken über Erziehungsmethoden anregt und versucht, Mut zu machen.“